# 2020 수페르코파 데 에스파냐 결승전
2020 수페르코파 데 에스파냐 결승전(스페인어: La Final de la Supercopa de España de Fútbol 2020)은 스페인 축구 리그 시스템에 소속된 구단들이 참가하는 연간 슈퍼컵 대회인 수페르코파 데 에스파냐의 36번째 대회 수페르코파 데 에스파냐 2019-20의 우승 구단을 가리기 위해 진행된 경기이다. 이 경기는 2020년 1월 12일에 사우디아라비아 지다의 킹 압둘라 스포츠 시티에서 진행되었다. 결승전에서 맞대결을 벌인 구단은 같은 연고지의 숙적인 레알 마드리드와 아틀레티코 마드리드였다.
레알 마드리드는 연장전 접전 끝에 득점 없이 비긴 후 승부차기에서 4-1로 이겨 통산 11번째 대회 우승을 거두었다.

## 참가 구단
| 구단                | 자격                  | 역대 대회 성적 (굵은 글씨는 우승 연도)                                                        |
| ------------------- | --------------------- | --------------------------------------------------------------------------------------------- |
| 레알 마드리드       | 라리가 2018-19 3위    | 15 (1982, 1988, 1989, 1990, 1993, 1995, 1997, 2001, 2003, 2007, 2008, 2011, 2012, 2014, 2017) |
| 아틀레티코 마드리드 | 라리가 2018-19 준우승 | 6 (1985, 1991, 1992, 1996, 2013, 2014)                                                        |

1. ↑  레알 마드리드는 1988-89 시즌에 2관왕을 달성함에 따라 1989년 수페르코파 데 에스파냐도 자동으로 우승했다.

## 결승전까지의 경기
| 레알 마드리드 | 레알 마드리드 | 단계         | 아틀레티코 마드리드 | 아틀레티코 마드리드 |
| ------------- | ------------- | ------------ | ------------------- | ------------------- |
| 상대          | 결과          | 2019-20 시즌 | 상대                | 결과                |
| 발렌시아      | 3–1           | 준결승전     | 바르셀로나          | 3–2                 |

## 상세 경기 정보
| 레알 마드리드 | 0–0 (연장전) | 아틀레티코 마드리드 |
| ------------- | ------------ | ------------------- |
|               | 리포트       |                     |
| 승부차기      |              |                     |
|               | 4–1          |                     |

| 레알 마드리드 | 알레티 |

| GK          | 13 | 티보 쿠르투아          |           |      |
| RB          | 2  | 다니 카르바할          | 115′      |      |
| CB          | 5  | 라파엘 바란            |           |      |
| CB          | 4  | 세르히오 라모스 (주장) |           |      |
| LB          | 23 | 페를랑 멘디            | 90+2′     |      |
| CM          | 14 | 카제미루               |           |      |
| CM          | 15 | 페데리코 발베르데      | 111′ 115′ |      |
| RW          | 8  | 토니 크로스            |           | 103′ |
| AM          | 10 | 루카 모드리치          | 90+3′     |      |
| LW          | 22 | 이스코                 |           | 60′  |
| CF          | 18 | 루카 요비치            |           | 83′  |
| 교체 선수:  |    |                        |           |      |
| GK          | 1  | 알퐁스 아레올라        |           |      |
| DF          | 3  | 에데르 밀리탕          |           |      |
| DF          | 12 | 마르셀루               |           |      |
| MF          | 16 | 하메스 로드리게스      |           |      |
| FW          | 24 | 마리아노               |           | 83′  |
| FW          | 25 | 비니시우스 주니오르    |           | 103′ |
| FW          | 27 | 호드리구               |           | 60′  |
| 감독:       |    |                        |           |      |
| 지네딘 지단 |    |                        |           |      |

| GK              | 13 | 얀 오블라크 (주장) |      |      |
| RB              | 23 | 키에런 트리피어    |      |      |
| CB              | 18 | 펠리피             | 27′  |      |
| CB              | 2  | 호세 히메네스      |      | 98′  |
| LB              | 12 | 헤낭 로지          |      | 89′  |
| RM              | 10 | 앙헬 코레아        | 115′ |      |
| CM              | 5  | 토머스 파티        | 74′  |      |
| CM              | 16 | 엑토르 에레라      |      | 56′  |
| LM              | 8  | 사울               |      |      |
| CF              | 9  | 알바로 모라타      |      |      |
| CF              | 7  | 주앙 펠리스        |      | 101′ |
| 교체 선수:      |    |                    |      |      |
| GK              | 1  | 안토니오 아단      | 111′ |      |
| DF              | 4  | 산티아고 아리아스  |      | 101′ |
| DF              | 15 | 스테판 사비치      | 115′ | 98′  |
| DF              | 22 | 마리오 에르모소    |      |      |
| MF              | 14 | 마르코스 요렌테    |      | 89′  |
| MF              | 20 | 비톨로             |      | 56′  |
| MF              | 32 | 로드리고 리켈메    |      |      |
| 감독:           |    |                    |      |      |
| 디에고 시메오네 |    |                    |      |      |

| 최우수 선수: 페데리코 발베르데 (레알 마드리드) 부심: 라울 카바녜로 마르티네스 (무르시아) 호세 가예고 가르시아 (무르시아) 대기심: 기예르모 콰드라 페르난데스 (발레아레스 제도) 제2 대기심: 디에고 바르베로 세비야 (안달루시아) 비디오 판독심: 이그나시오 이글레시아스 비야누에바 (갈리시아) 비디오 판독 부심: 산티아고 하이메 라트레 (아라곤) 로베르토 디아스 페레스 델 팔로마르 (바스크) | 경기 규정 - 90분. - 필요시 연장전 30분. - 이후에도 동률시 승부차기. - 교체 선수 7명 등록. - 최대 선수 3명 교체 가능, 연장전 돌입시 4번째 선수 교체 가능. |

### 우승
| 수페르코파 데 에스파냐 2019-20 우승 |
| ----------------------------------- |
| 레알 마드리드 11번째 우승           |